# Vilanova del Vallès
Vilanova del Vallès est une commune de la province de Barcelone, en Catalogne, en Espagne, de la comarque du Vallès Oriental.

## Géographie
Commune située à proximité de Granollers et Barcelone.
|                      | Granollers          | La Roca del Vallès |
| Montornès del Vallès | Vilanova del Vallès | Òrrius             |
|                      | Vallromanes         | Vilassar de Dalt   |